# لین گریسون
لین ادوارد گریسون (به انگلیسی: Lane Edward Garrison) بازیگر آمریکایی است که به خاطر بازی در نقش دیوید آپولسکیس در سریال فرار از زندان می شناسند.

## زندگی
او در سال ۱۹۹۹ اولین فیلمش را بازی کرد اما به دلایلی بازیگری را برای ۵ سال رها کرد و در سال ۲۰۰۴ او به دنیای بازیگری برگشت و در سال ۲۰۰۵ به خاطر بازی در سریال فرار از زندان مشهور شد و پیشنهادهای زیادی به او شد و در سال ۲۰۰۷ او در ۲ فیلم ظاهر شد اما این محبوبیت و مشهوریت زیاد دوام نیاورد زیرا او در سال ۲۰۰۷ هنگامی که الکل زیاد مصرف کرده بود با ماشین یک دانشجو را کشت و به زندان رفت.
او در تاریخ ۲۹ آوریل ۲۰۰۹ از زندان آزاد شد و ۳۰۰،۰۰۰ دلار به خانواده قربانی غرامت پرداخت و اکنون در کالیفرنیا زندگی می کند.

## فیلمشناسی
- ۱۹۹۹ - ۴ چهره
- ۲۰۰۴ - کیفیت زندگی
- ۲۰۰۵ - شب استاکر
- ۲۰۰۶-۲۰۰۵ - فرار از زندان
- ۲۰۰۷ - دیوانه
- ۲۰۰۷ - تیرانداز
- ۲۰۱۴ - کمپ اشعه ایکس